# Pichanga (plato)

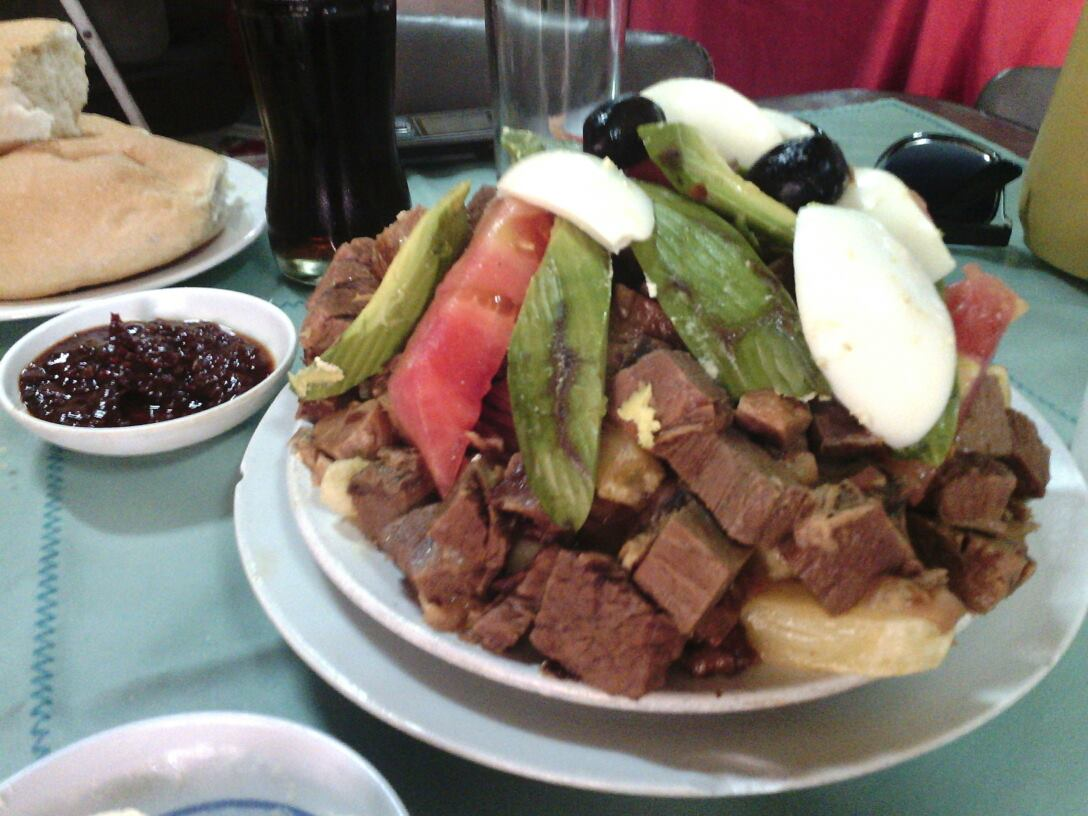
Pichanga caliente de restaurante, en Concepción, Chile.

La pichanga es un plato típico de la cocina popular chilena , cuyos ingredientes son diferentes según sea fría o caliente.
La pichanga fría se compone de fiambres varios —como jamón, salame, mortadela y derivados del cerdo—, con aceitunas, queso, y verduras encurtidas (cebollas, pepinillos, zanahorias, coliflor, etc.). Su origen está en la reutilización de los restos de cecinas que, por su tamaño, ya no pueden ser vendidos por rebanadas, por lo que se pican en cubos y se mezclaban con otros ingredientes. Es común encontrar una fuente con pichanga fría en rotiserías, donde la suelen vender por gramo. No es recomendable su consumo sin asegurarse previamente de su fecha de vencimiento, puesto que al tener estos componentes surtidos puede ocasionar trastornos estomacales. 
La pichanga caliente es originaria del Sur de Chile. Dada la similitud de algunos ingredientes se suele confundir con la chorrillana, pero en realidad es un plato diferente, que se compone de papas fritas cortadas en bastones, carne de vacuno picada, salchicha y/o longanizas rebanadas, queso derretido, huevo duro, tomate, palta y otros vegetales; a menudo puede llevar pepinillos rebanados y escabeche. Es un plato  hipercalórico.
Ambos platos se consumen directamente "picando" de una fuente entre varios comensales, con tenedores o brochetas, para acompañar el consumo de bebidas, especialmente bebida alcohólicas. 
Su nombre procede de la voz quechua "pichay", que significa "limpiar". 